# Ассоциация промышленников Израиля
Ассоциация Промышленников Израиля (АПИ) (ивр. התאחדות התעשיינים בישראל‎; англ. The Manufacturers Association of Israel) — представительный орган всех секторов промышленности Израиля: частного, общественного, «кибуцного» и государственного. Членами АПИ являются более 2,000 организаций и промышленных предприятий, которые производят примерно 95 % промышленной продукции в Израиле.

## Об Ассоциации
АПИ была основана в 1921 году группой еврейских промышленников во времена Британского мандата в Палестине. C момента основания, АПИ является ключевой фигурой, влияющей на развитие национальной промышленности, рынка труда и экономики Израиля. Помимо представления и лоббирования интересов промышленников и предпринимателей, АПИ оказывает поддержку компаниям в решении их текущих проблем. В частности, консультирует и оказывает услуги в сфере трудовых отношений, налогообложения, внешней торговли, а также выявляет и оценивает тенденции развития экономики на национальном и международном уровне.
АПИ играет важную роль в процессах формирования макроэкономической политики Израиля. Основные сферы деятельности АПИ: трудовые отношения и трудовое законодательство, внешняя торговля, начиная от участия в процессе переговоров о Соглашениях о свободной торговле (ССТ) и практики регулирования международной торговли и заканчивая законодательной деятельностью на парламентском уровне по разработке и принятию законов и обеспечению их соблюдения.
АПИ является членом нескольких международных коммерческих организаций и организаций работодателей, таких как Международная организация работодателей, Консультативный комитет по бизнесу и промышленности (BIAC) при Организации экономического сотрудничества и развития (OECD), Ассоциация центров международной торговли (WTCA). Партнерами АПИ в Израиле являются Министерство Промышленности, Торговли и Труда Израиля (MOITAL), Министерство Финансов Израиля, а также Израильский Институт Экспорта и Международного сотрудничества и другие.
Ассоциация Промышленников Израиля является партнерской организацией Торгово-промышленной палаты Российской Федерации: в 2006 году подписано соглашение о сотрудничестве между организациями.

## Отделы
Экономический: отдел координирует основную экономическую деятельность и отвечает за разработку макро- и микроэкономической программы Ассоциации. Помимо этого, отдел оказывает консультационные, исследовательские и представительские услуги для членов Ассоциации.
Трудовой: отдел занимается представлением интересов работодателей в различных аспектах трудовых отношений, принимая во внимание решения Трудового комитета АПИ. Отдел проводит коллективные переговоры по вопросам трудовых соглашений и законодательства, и выступает за улучшение местных учебных программ по профессиональной подготовке. В отделе работают эксперты в области трудовых отношений, трудового права, кадровой работы, профподготовки, повышения рабочей эффективности и техники безопасности.
Внешней торговли и международных отношений: отдел отвечает за активность АПИ в области внешней экономической политики, международного сотрудничества и торговли. Отдел представляет интересы местных промышленников во внешней торговле, поддерживает международную кооперацию и принципы свободной торговли. Также, отдел ответственен за представление интересов израильской промышленности в международных организациях.
Финансово-административный: отвечает за финансовую и отчётную составляющую работы Ассоциации. Он предоставляет свои профессиональные услуги другим отделам и субассоциациям в составе АПИ. Работа отдела возглавляется и проверяется Финансовым комитетом АПИ, состоящем из государственных чиновников.
Коммуникационный: координирует PR и связи со СМИ. Предоставляет информацию о деятельности АПИ для общественности.

## Субассоциации
Металлургической, электротехнической и инфраструктурной отраслей: состоит из 500 участников, включая как крупные компании, производящие и экспортирующие различные типы продукции, задействующие тысячи работников, так и семейные предприятия, ориентированные только на местный рынок. Металлургия и электротехническая отрасль производят примерно 25 % всей местной промышленной продукции (примерно 70 млрд шекелей в 2010), экспортируют примерно 24 % всего промышленного экспорта (примерно $10 млрд в 2010), и предоставляют места для 26 % рабочего населения страны (примерно 90,000 работников). Субассоциация также представляет интересы оборонной и авиационной промышленности Израиля.
Стройматериалов и потребительских товаров: включает в себя 13 отделений и порядка 350 участников, которые занимаются стройматериалами; продукцией из пластмассы и резины; типографией; обработкой мрамора; каменоломнями; производством бумаги, мебели и продукции из дерева; косметикой; бетоном; дубильными веществами; производством обуви и игрушек.
Электроники и программного обеспечения: объединяет около 300 компаний в сфере электроники, телекоммуникаций, IT и программного обеспечения, производства полупроводников, и медицинского оборудования. Субассоциация объединяет как частные и публичные компании, так и государственные предприятия и транснациональные компании. Основная задача субассоциации — поддерживать конкурентное преимущество израильской электроники и IT перед лицом растущей конкуренции со стороны развивающихся стран.
Химическое, фармацевтическое и экологическое Общество: созданное в 1979, Общество состоит из 120 предприятий, представляющих большую часть химической промышленности Израиля. Главная задача организации заключается в создании благоприятной бизнес-среды для работы химической и фармацевтической отраслей промышленности.
Пищевой промышленности: состоит из более 160 участников (из которых 100 работает на экспорт). Работает с вопросами стандартизации, местного законодательства, внешней торговли и экспорта, локального маркетинга, бизнес-аналитики и оказывает помощь участникам субассоциации по индивидуальным запросам.
Текстиля и моды: состоит из 120 компаний, из которых более 100 работают на экспорт. В Израиле производится одежда для плавания, нижнее белье, повседневная и деловая одежда, вязаная одежда, военная экипировка, и прочая текстильная продукция под ярлыком «сделано в Израиле». Израильская индустрия моды славится в основном одеждой для плавания, кожаными сумками, перчатками и обувью.
Кибуцной промышленности: созданная для защиты интересов предприятий на базе кибуцов и мошавов, состоит примерно из 300 членов.

## Награды
В 2008 году Ассоциация промышленников Израиля была удостоена Премии Израиля за достижения и особый вклад в развитие общества и государства Израиль.